# Csorba Piroska
Csorba Piroska (Szuhakálló, 1952. augusztus 10. – 2024. január 16.) magyar költő, író, tankönyvíró, tanár.

## Élete
Főiskolai tanulmányait a Bessenyei György Tanárképző Főiskolán végezte magyar–történelem szakon 1975–1979 között.
1971 és 1974 között a Lenin Kohászati Művekben volt titkárnő. 1974-ben kötött házasságot, két gyermeke született. 1974–től 1976-ig Rakacán, 1976-tól pedig szülőhelyén dolgozott, az alberttelepi Körzeti Általános Iskola tanára lett. 1974–től jelentek meg írásai. 1990-ben az SZDSZ országgyűlési képviselő-jelöltjeként indult a választáson. 2001-ben elvégezte a Miskolci Egyetem magyar szakát.
Nyugdíjazásáig a  a miskolci Herman Ottó Gimnázium tanára volt.

## Díjai
- Fekete István emlékdíj (1986)
- MSZOSZ-díj (1992)
- Apáczai Csere János-díj (1994)
- Szabó Lőrinc irodalmi díj (2002)
- Oktatási Miniszteri elismerés – az OKTV-re felkészítő tanári munkáért (2005)
- A Borsod-Abaúj-Zemplén megyei Prima díj közönségdíja (2017)
- Pro Urbe Miskolc (2022)

## Művei
- A virágfejű ember (bábdarab, 1971)
- Három hangon. Cseh Károly, Csorba Piroska, Furmann Imre versei; BAZ Megyei Tanács Művelődésügyi Osztálya–Magyar Írók Szövetségének Észak-Magyarországi Csoportja; Miskolc, 1986
- Kemény a föld. Versek; Eötvös, Budapest, 1989
- Az én tankönyvem; Szeptember, Szuhakálló, 1992
  - 1. A vers; 1992
  - 2. A próza; 1993
  - 3. Műnemek és műfajok; 1994
- A kesztyű. Stílusgyakorlatok; Szeptember, Miskolc, 1995
- Csókolom, jól megnőttem! (ifjúsági regény, 1997)
- Segítség, felnövök! (2000)
- Az én tankönyvem, 1-3.; 2. átdolg., bőv. kiad.; Szeptember, Miskolc, 2000
  - 1. A vers
  - 2. A próza
  - 3. Műnemek és műfajok
- Irodalomtörténet, 1-2.; Szeptember, Miskolc, 2000
  - 1. A kezdetektől a 19. század második feléig
  - 2. A 19. sz. második felétől napjainkig
- Ülj le és írj! A fogalmazástól az esszéírásig; Szeptember, Miskolc, 2000
- Az aranykor vége (elbeszélések, 2004)
- Legszebb séták Miskolcon (2007)
- Miskolci legendák (2009) – Fedor Vilmossal közösen
- Falra hányt borsó; Bíbor, Miskolc, 2014
- A kövek nem hervadnak el; II. Rákóczi Ferenc Megyei és Városi Könyvtár, Miskolc, 2014
- Magánterület; Bíbor, Miskolc, 2016
- Arany Miskolc; Bíbor, Miskolc, 2017
- Mesélj rólam! Gyermekversek; Bíbor, Miskolc, 2018

### Televíziós adaptációk
- Az emlékmű (a Délután négykor légy az emlékműnél c. novella alapján készült tévéfilm) – rendező: Kardos Ferenc, Magyar Televízió, 1986
- A kesztyű – A kesztyű c. stílusgyakorlatokból készült válogatás alapján televízióra adaptálta: Podhorányi Zsolt, Magyar Televízió, 1996